# خوان گالیندو

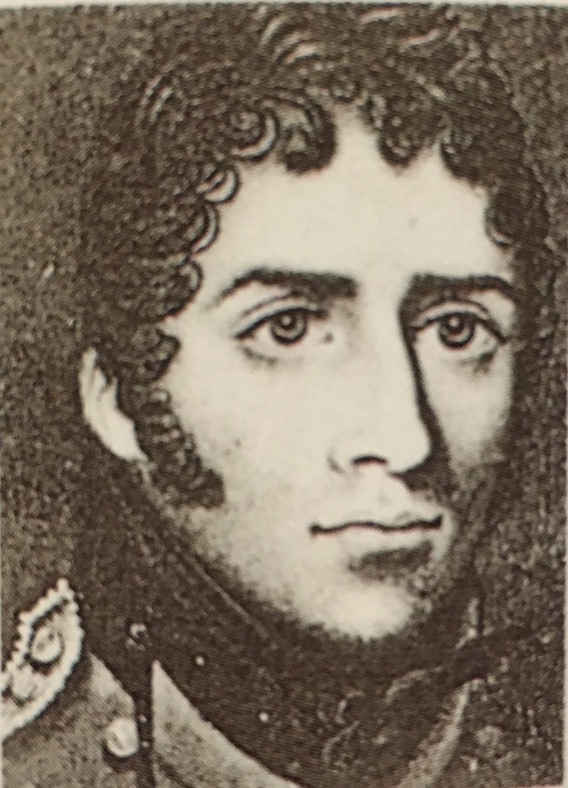
خوان گالیندو

خوان گالیندو (Juan Galindo) (زادهٔ ۱۸۰۲ – درگذشتهٔ ۳۰ ژانویه ۱۸۴۰)، فعال سیاسی، انگلیسی-ایرلندی و افسر نظامی و دولتی تحت حکومت لیبرال جمهوری فدرال آمریکای مرکزی بوده‌است. او نمایندهٔ دولت در مأموریت دیپلماتیک به ایالات متحده آمریکا و انگلستان بود. مسئولیت‌های او در آمریکای مرکزی به وی اجازه داد تا منطقه را کاوش کرده و ویرانه‌های مربوط به قوم مایا را بررسی کند. گزارش‌های حاصل از یافته‌های وی موجب شد به عنوان یکی از پیشگامان باستان‌شناسی تمدن مایا شناخته شود.

## اوایل زندگی
گالیندو در سال ۱۸۰۲ در دوبلین با نام جان گالیندو چشم به جهان گشود. پدرش، فیلمون گالیندو، یک انگلیسی اسپانیایی‌تبار و مادرش، کاترین گوف، ایرلندی بود. پدر و مادرش هر دو بازیگر بودند و زمانی که مشغول ایفای نقش در تئاتری در باث، سامرست با یکدیگر آشنا شدند. آنها در سال ۱۸۰۱ در دوبلین ازدواج کردند. سال‌های ابتدایی زندگی وی مبهم بوده و مشخص نیست که او چرا و دقیقاً چه زمانی خانه را برای ورود به جهان جدید ترک کرده‌است. منابع در مورد مهاجرت وی متفاوت اند، قبل از بیست سالگی او یا به دریاسالار توماس کوکرا پیوسته تا برای استقلال شیلی بجنگد یا همراه عموی خود که صاحب مزرعه‌ای در جامائیکا شده‌است.
نخستین سابقهٔ مشخصی که از اوایل حرفهٔ او در سال ۱۸۲۷ ثبت شده برای زمانی است که به عنوان منشی و مترجم برای کنسولگری بریتانیا در گواتمالا فعالیت می‌کرد. او در سال ۱۸۲۸ سرپرست بهبود بندر ایزتاپا و همچنین سرگرد در یک گردان هندوراس بود.

## جمهوری فدرال آمریکای مرکزی
در سال ۱۸۲۹، نیروهای لیبرال به رهبری فرانچسکو مورازان به گواتمالا حمله کردند. گالیندو به نیروهای لیبرال ملحق شد و ارتش مورازان به سرعت انقلاب را به پایانی موفقیت‌آمیز رساند. مورازان جمهوری فدرال آمریکای مرکزی را بنا نهاد و گالیندو از حمایت مورازان و ماریانو گالوز، رئیس ایالت در گواتمالا برخوردار بود. کنگرهٔ جدید فدرال مدارک تابعیت به گالیندو اعطا کرد و پس از آن او نام خود را به خوان تغییر داد.
گالیندو مسئولیت چندین مأموریت نظامی از جمله افسر یک پادگان نظامی در اوموآ، فرماندهٔ بندر تروخیلو و فرماندار نظامی بخش پتن را برای دولت جدید برعهده گرفت. در سال ۱۸۳۴، زمینی به وسعت یک میلیون جریب فرنگی در بخش پتن به او اعطا شد البته به صورت مشروط تا شورش بومیان لاکاندون مایا را خنثی کرده و منطقه را به مدت پنج سال با مستعمراتی که به دولت گواتمالا وفادار هستند، آرام نگاه دارد. او خیلی زود متوجه شد که مرزبندی میان گواتمالا و هندوراس بریتانیایی مورد مشاجره است و بریتانیایی‌ها مدعی بودند که زمینی که به تازگی به گالیندو اعطا شده، متعلق به هندوراس بریتانیا بوده‌است. قطع‌کننده‌های بریتانیایی درختان ماهون به‌صورت خودجوش درختان آن زمین را قطع و گالیندو را ار باارزش‌ترین دارای خود محروم می‌کردند. زمانی که مذاکرات با فردریک چتفیلد در هندوراس بریتانیا برای حل این مشکل به شکست انجامید؛ دولت آمریکای مرکزی گالیندو را به عنوان نمایندهٔ مذاکرات مستقیم با افسر کرد تا وزارت خارجه بریتانیا در لندن منصوب کرد.
گالیندو در ژانویهٔ ۱۸۳۵ آمریکای مرکزی را ترک کرد و در ابتدا در شهر واشینگتن توقف کرد به این امید که حمایت دولت ایالات متحده برای آرمان‌های خود علیه دولت بریتانیا را جلب کند. در عوض گالیندو به آنها پیشنهاد ارائهٔ اطلاعاتی در خصوص مسیرهای کانال‌های امکان‌پذیر برای عبور در نیکاراگوئه را داد. او با جان فورسایت، وزیر امور خارجه و اندرو جکسون رئیس‌جمهور وقت در ماه مه سال ۱۸۳۵ ملاقات کرد ولی موفق به جلب حمایت آنها نشد. گالیندو به سمت لندن حرکت کرد و در ماه اوت به آنجا رسید. او به محض ورود به لندن ملاقاتی با وزیر خارجهٔ بریتانیا، هنری جان تمپل، داشت ولی گفتگوها به شکل مطلوبی ادامه نیافت. در آوریل ۱۸۳۶، هنری جان تمپل تصمیم خود مبنی بر عدم همکاری با گالیندو را گرفته بود و برای این کار بهانهٔ مناسبی نیز ارائه کرد. وی مدعی شد از آنجایی که گالیندو تبعهٔ بریتانیاست بنابراین نمی‌تواند نمایندهٔ یک دولت خارجی باشد.
گالیندو بدون داشتن عنوان مشخصی برای زمینی اعطایی به اودر پتن، قادر به جذب مهاجران نبود. او در عوض از دولت آمریکای مرکزی تقاضای فرصت دیگری کرد و در امتیازی در ساحل ماسکیتو به او اعطا شد. گالیندو در زمانی که هنوز در لندن سکونت داشت، پدر، مادر و دیگر بستگانش را مأمور کرد تا نقل مکان و سکونت گروهی از مستعمره‌نشین‌ها را در این ساحل دورافتاده رهبری کنند. این اقدام با شکست مواجه شد؛ مهاجران فاقد تجهیزات و آذوقهٔ لازم بودند و زمانی که به آنجا رسیدند هیچ راهی برای زندگی کردن نیافتند. در همان زمان یعنی در سال ۱۸۳۶ گالیندو به آمریکای مرکزی بازگشت در حالی که پروژهٔ اقامتگاه در ساحل ماسکیتو شکست خورد و پدرش نیز به بریتانیا بازگشت. او همچنین متوجه شد که نفوذ و اثرگذاری سابقش در دولت آمریکای مرکزی به‌طور گسترده‌ای کاهش یافته‌است.
رژیم لیبرال حاکم بر آمریکای مرکزی از چندین جبهه تحت فشار بود. گالیندو تلاش کرد که دوباره حمایت‌ها برعلیهٔ خشونت بریتانیایی‌ها را به‌دست‌آورد ولی کوشش او برای جلب توجه ناکام ماند. زمانی که جنگ داخلی آغاز شد، او مجدداً به ارتش تحت فرماندهی ارتشبد لیبرال، ترینیداد کاباناس پیوست. کاباناس توسط نیروهای مشترک هندوراس و نیکاراگوئه در نزدیکی تگوسیگالپا شکست خورد و گالیندو در ۳۰ ژانویه ۱۸۴۰ در این نبرد کشته شد.

## باستان‌شناسی مایا
گالیندو به عنوان فرماندار نظامی پتن، مسئولیت سفر اکتشافی به جنوب رودخانهٔ اوسوماسینتا بر عهده گرفت. وی سپس در آوریل ۱۸۳۱ با پیمودن مسیری خشکی به خرابه‌های تمدن مایا در پالنکه رسید. او برای نگارش گزارشی از سازه‌های متنوع، رسم پلان و همچنین ترسیم تعدادی از تزئیناتی که با آن مواجه شده بود، یک ماه را صرف جستجو در آن منطقه کرد. پس از یک سال، گزارش‌های وی توسط روزنامه ادبی لندن و انجمن جغرافیایی در پاریس منتشر شد. گالیندو همچنین مجموعهٔ کوچکی از اشیای مربوط به دوران مایا را به انجمن سلطنتی در لندن تقدیم کرد.
گالیندو در سال ۱۸۳۴ توسط دولت آمریکای مرکزی برای تحقیق و ارائهٔ گزارش در مورد خرابه‌ها به کوپان فرستاده شد. او به مدت ده هفته در منطقه کاوش کرد و به نوشتن گزارش و ترسیم یافته‌های خود پرداخت. او دو گزارش کوتاه برای روزنامه ادبی لندن و انجمن باستانی آمریکا نوشت. گزارش مفصل‌تری همراه با بیست و شش شکل برای انجمن جغرافیایی در پاریس فرستاده شد و نسخهٔ اصلی آن برای دولت وی ارسال شد با این فرض اشتباه که گزارش منتشر خواهد شد. در عوض آن گزارش بایگانی شد و برای حدود یکصد سال عنوان «گمشده» به آن داده شد تا آن که در سال ۱۹۴۵ کشف و منتشر شد.
اگرچه بخش کوچکی از کار او در تمام عمرش محسوب می‌شود ولی گالیندو ثابت کرد که یک ناظر زیرک و باهوش و یک مذاکره-کنندهٔ مؤثر بوده که لیاقت شناخته شدن به عنوان یکی از نخستین پیشگامان باستان‌شناسی مایا را دارد. او حدود سی و دو نامه به انجمن جغرافیایی پاریس نوشت و در آنها نظرات و نگرش خود را به اشتراک گذاشت. گالیندو یکی از نخستین کسانی بود که به شباهت نزدیک مردم مایای معاصر و تصاویر حکاکی شده مایاهای باستانی که در میان خرابه‌ها یافت می‌شد، اشاره کرد. او به درستی بیان کرد که تمدن اصلی مایا توسط پیشینیان مردم مایای آن دوره به وجود آمده‌است. او همچنین نخستین جستجوگری بود که با دقت و احتیاط هیروگلیف مایا را نسخه برداری و آنها را به عنوان یک شکل منحصر به فرد از نوشتار، شناسایی کرد.

## ارجاعات
1. ↑  Drew 1999, p. 50.
2. 1 2  Drew 1999, p. 51.
3. ↑  Brunhouse, 1973, p. 32.
4. ↑  Brunhouse, 1973, p. 33.
5. ↑  Griffith, 1960, p. 26.
6. ↑  Griffith, 1960, p. 27-28.
7. ↑  Griffith, 1960, p. 28-33.
8. ↑  Griffith, 1960, p. 33-40.
9. ↑  Griffith, 1960, p. 42–45.
10. ↑  Brunhouse, 1973, p. 47.
11. ↑  Brunhouse, 1973, p. 34.
12. ↑  Brunhouse, 1973, p. 44.
13. ↑  Drew 1999, pp. 51–53.
14. ↑  Brunhouse, 1973, p. 41.